# Rödmyren en deel van Röd
Rödmyren en deel van Röd (Zweeds: Rödmyren och Röd (del av)) is een småort in de gemeente Stenungsund in het landschap Bohuslän en de provincie Västra Götalands län in Zweden. Het småort heeft 136 inwoners (2005) en een oppervlakte van 22 hectare. Eigenlijk bestaat het småort uit twee plaatsen: Rödmyren en Röd. De plaats Röd hoort echter maar gedeeltelijk bij het småort.